# دجلة
نهر دِجْلَة  هو نهر ينبع من جبال طوروس جنوب شرق الأناضول في تركيا. يبلغ طول مجرى النهر حوالي 1,718 كيلومتر ومعظم مجراه داخل الأراضي العراقية بطول يبلغ حوالي 1400 كيلو متر. يعبر النهر الحدود السورية التركية ويسير داخل أراضي سوريا بطول 50 كلم تقريباً، ليدخل بعد ذلك أراضي العراق عند قرية فيشخابور ويصب في النهاية في الخليج العربي. يتفرع دجلة إلى فرعين عند مدينة الكوت هما نهر الغراف والدجيل.
كان نهر دجلة يلتقي بنهر الفرات عند القرنة في جنوب العراق بعد رحلته عبر أراضي العراق ليكوّنا شط العرب الذي يصب في الخليج العربي، ولكن تغير مجرى الفرات في الوقت الحاضر وأصبح يلتقي بنهر دجلة عند منطقة الكرمة القريبة من البصرة.
تصب خمسة روافد فيه بعد دخوله الأراضي العراقية وهي: الخابور والزاب الكبير والزاب الصغير والعظيم وديالى. وهذه الروافد تجلب إلى النهر ثلثي مياهه. أما الثلث الآخر فيأتي من تركيا. يصب آخر رافد في دجلة وهو نهر ديالى جنوب بغداد بمسافة قصيرة، ثم يتعرج ويتهادى بالتدريج حتى يصل إلى أرض منخفضة ومنبسطة حتى يلتقي بنهر الفرات. توجد أكثر أراضي العراق خصوبة في المنطقة القريبة والواقعة بين نهري دجلة والفرات، ويوفر النهران المياه اللازمة للري.
يعيش معظم سكان العراق في هذه المنطقة، وتقع بغداد أكبر مدن العراق وعاصمتها على نهر دجلة. تُخَزَّن المياه المستخدمة في توليد الطاقة الكهربائية بالقوة المائية في السدود المقامة على طول النهر في العراق وأهمها سد الموصل. تبحِر القوارب الصغيرة في نهر دجلة، إلا أن الجزء الأكبر من النهر ضحل مما لا يسمح بإبحار السفن الكبرى.
كانت منطقة دجلة والفرات موقع إحدى حضارات العالم الأولى، التي نشأت في سومر عام 3500 ق.م. تقريبًا. وازدهرت الحضارة الآشورية وغيرها من الحضارات القديمة في تلك المنطقة. ولا زالت آثار العاصمة الآشورية على نهر دجلة.

## التسمية
- دَجَل الشيءَ غَطَّاه، ودِجْلة اسم نهر، من التغطية لأَنها غَطَّت الأَرض بمائها حين فاضت، ويقال دِجْلة ودَجلة بفتح الدال وكسرها؛ ودُجَيل: نهرٌ صغير متشعب من دِجْلة.[1]
- الاسم السومري لدجلة هو «ادجنا».
- الاسم السامي «ادجلان».
- الاسم التوراتي «حداقل».[2]

## المدن الواقعة على النهر
تركيا: بيسميل، حصن كيفا، جزيرة ابن عمر
سوريا: المالكية
العراق: الموصل، بيجي، تكريت، سامراء، بغداد، الكوت، المدائن، العمارة، القرنة.

## مشاريع على مجرى النهر
تقوم تركيا بإنشاء سلسلة من السدود على أعالي نهري دجلة والفرات فيما يسمى مشروع جنوب شرق الأناضول.
في العراق هناك عدد من السدود قيد الإنشاء أبرزها سد مكحول وسد بادوش .

## معرض صور

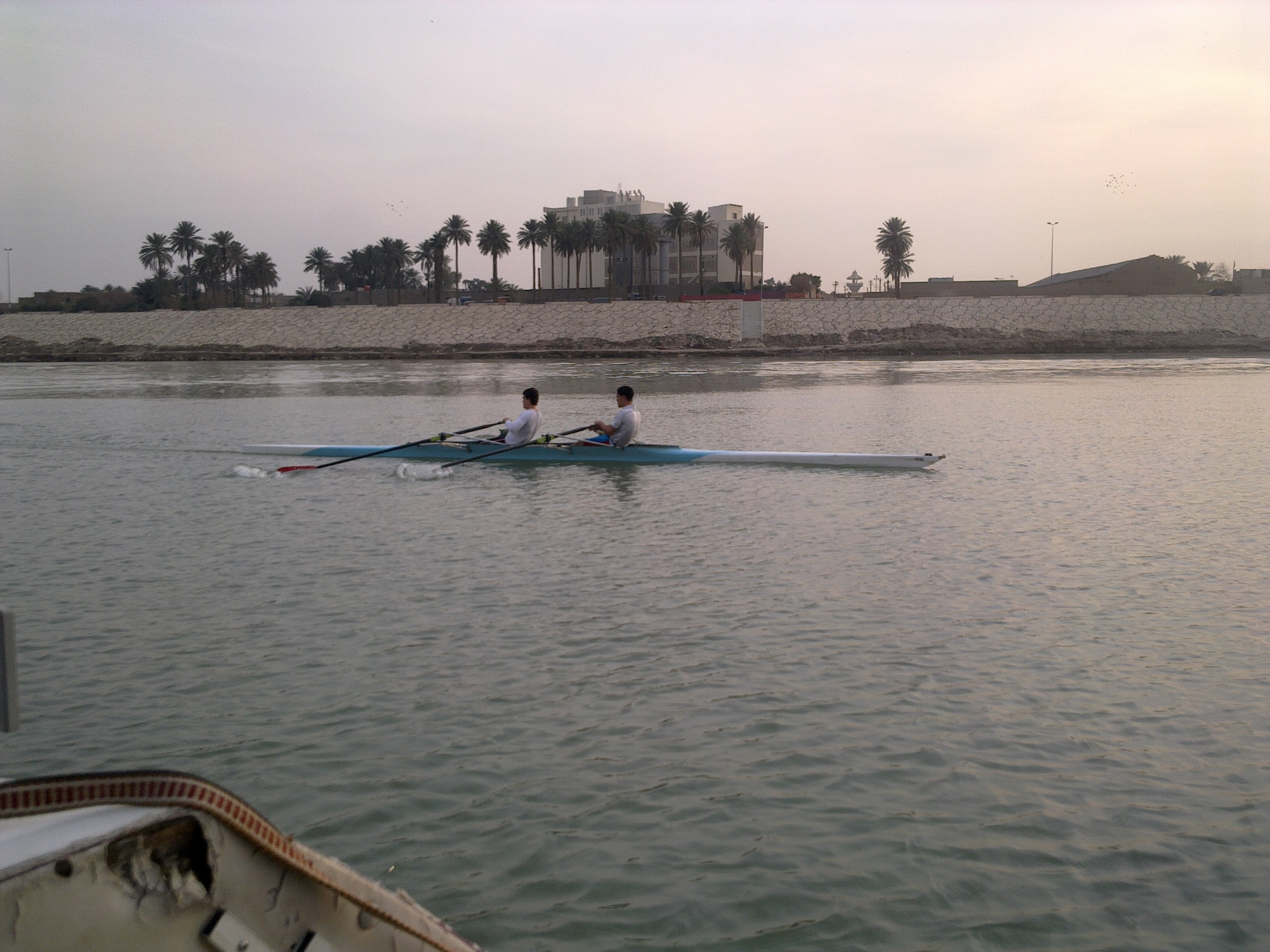
نهر دجلة وتدريب للزوارق النهرية في بغداد
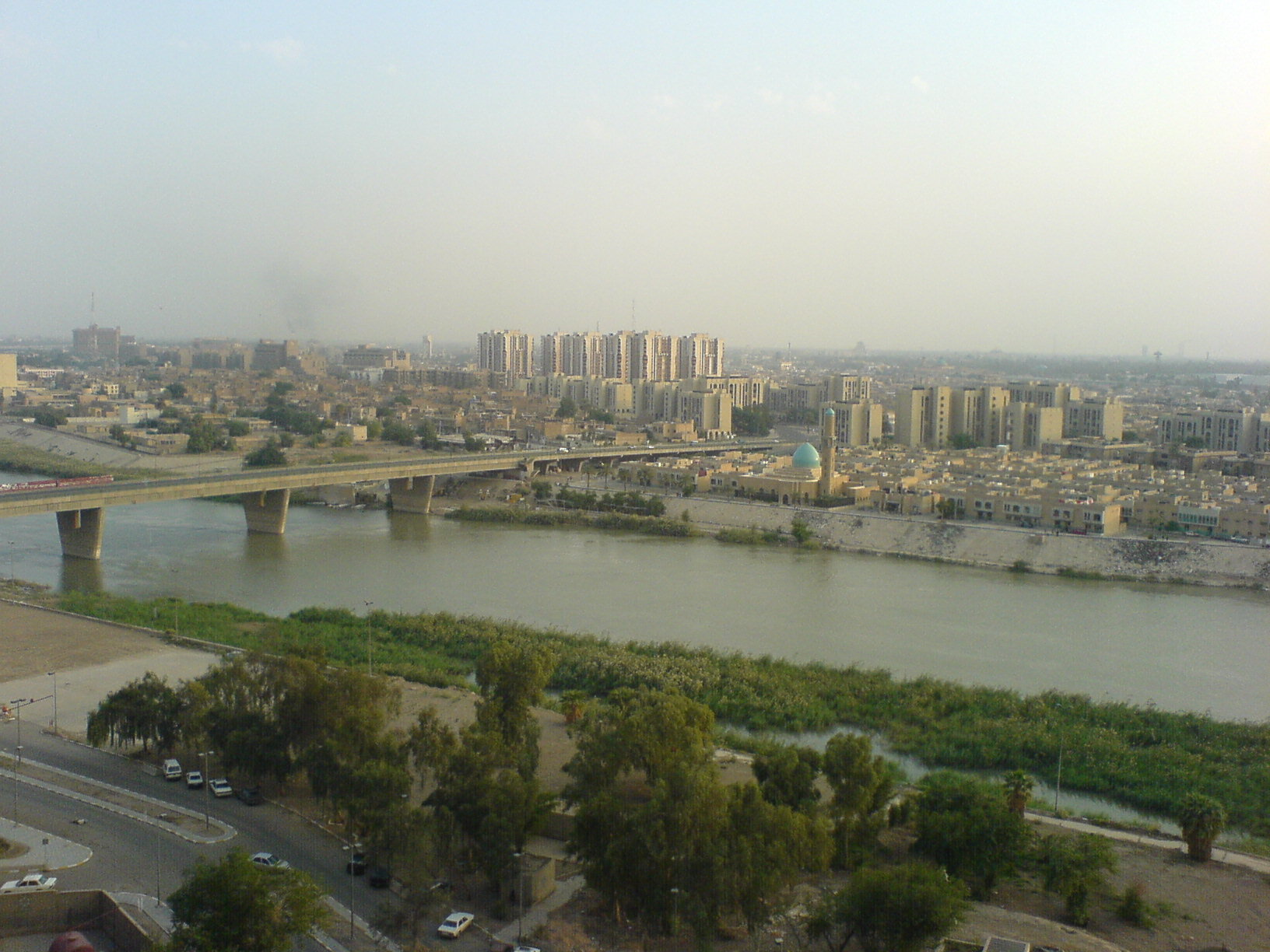
منظر عام من بغداد ويبدو في المشهد شارع حيفا ونهر دجلة
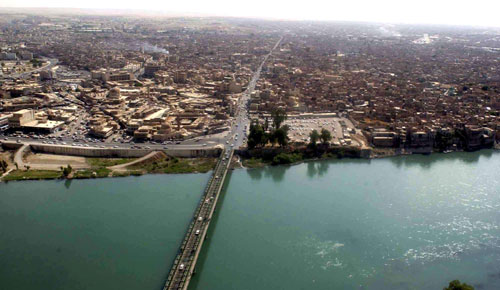
مدينة الموصل وكما يبدو واضحا نهر دجلة
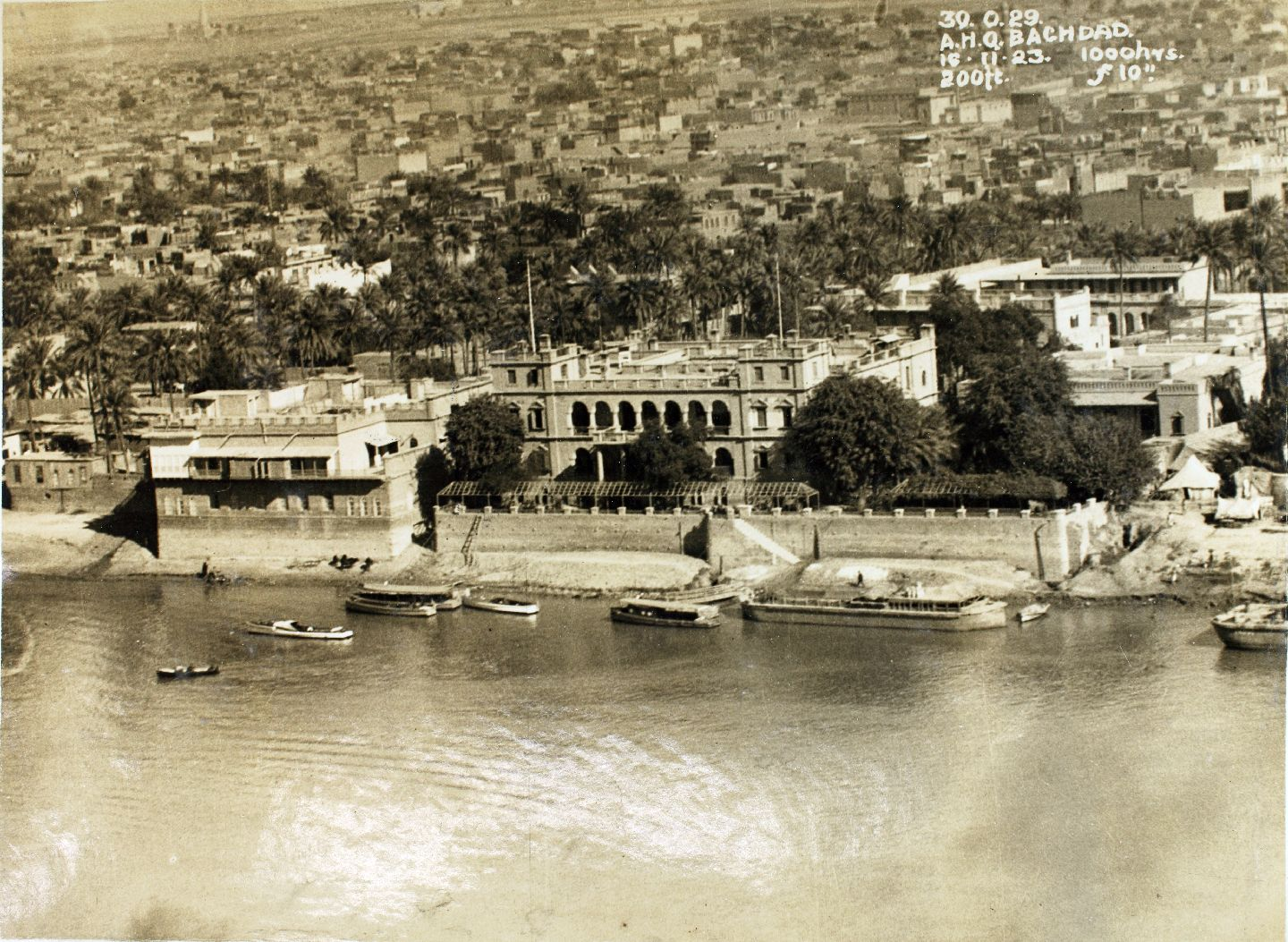
ضفاف نهر دجلة في بغداد عام 1923

## أنظر ايضاً
- نهر الفرات
- نهر الدجيل